# Tuffi ai campionati europei di nuoto 2020 - Trampolino 1 metro femminile
Il concorso dei tuffi dal trampolino 1 metro femminile dei campionati europei di nuoto 2020 si è svolto l'11 maggio 2021 alla Duna Aréna di Budapest.

## Risultati
Il turno preliminare è iniziato alle 12:30. La finale si è disputata alle 20:20.
In verde sono indicati i finalisti
| Class   | Tuffatrice           | Nazione       | Preliminare | Preliminare | Finale          | Finale          |
| Class   | Tuffatrice           | Nazione       | Punti       | Class       | Punti           | Class           |
| ------- | -------------------- | ------------- | ----------- | ----------- | --------------- | --------------- |
| Oro     | Elena Bertocchi      | Italia        | 258.10      | 2           | 259.90          | 1               |
| Argento | Michelle Heimberg    | Svizzera      | 258.45      | 1           | 255.55          | 2               |
| Bronzo  | Chiara Pellacani     | Italia        | 254.80      | 3           | 254.15          | 3               |
| 4       | Kristina Ilinykh     | Russia        | 245.90      | 4           | 249.30          | 4               |
| 5       | Emilia Nilsson Garip | Svezia        | 240.95      | 8           | 248.50          | 5               |
| 6       | Maria Polyakova      | Russia        | 241.60      | 6           | 247.35          | 6               |
| 7       | Hanna Pysmenska      | Ucraina       | 245.30      | 5           | 242.45          | 7               |
| 8       | Clare Cryan          | Irlanda       | 241.60      | 6           | 234.30          | 8               |
| 9       | Katherine Torrance   | Gran Bretagna | 238.30      | 9           | 232.50          | 9               |
| 10      | Naïs Gillet          | Francia       | 231.75      | 12          | 214.10          | 10              |
| 11      | Saskia Oettinghaus   | Germania      | 235.50      | 10          | 213.75          | 11              |
| 12      | Alena Khamulkina     | Bielorussia   | 234.05      | 11          | 204.00          | 12              |
| 13      | Lena Hentschel       | Germania      | 230.95      | 13          | Non qualificati | Non qualificati |
| 14      | Emma Gullstrand      | Svezia        | 230.55      | 14          | Non qualificati | Non qualificati |
| 15      | Rocío Velázquez      | Spagna        | 223.50      | 15          | Non qualificati | Non qualificati |
| 16      | Jade Gillet          | Francia       | 223.30      | 16          | Non qualificati | Non qualificati |
| 17      | Kaja Skrzek          | Polonia       | 221.80      | 17          | Non qualificati | Non qualificati |
| 18      | Madeline Coquoz      | Svizzera      | 218.90      | 18          | Non qualificati | Non qualificati |
| 19      | Valeria Antolino     | Spagna        | 217.75      | 19          | Non qualificati | Non qualificati |
| 20      | Laura Valore         | Danimarca     | 213.10      | 20          | Non qualificati | Non qualificati |
| 21      | Anna Arnautova       | Ucraina       | 208.70      | 21          | Non qualificati | Non qualificati |
| 22      | Oona Abbema          | Paesi Bassi   | 208.10      | 22          | Non qualificati | Non qualificati |
| 23      | Yasmin Harper        | Gran Bretagna | 205.50      | 23          | Non qualificati | Non qualificati |
| 24      | Caroline Kupka       | Norvegia      | 203.65      | 24          | Non qualificati | Non qualificati |
| 25      | Anne Tuxen           | Norvegia      | 185.30      | 25          | Non qualificati | Non qualificati |
| 25      | Daphne Wils          | Paesi Bassi   | 185.30      | 25          | Non qualificati | Non qualificati |
| 27      | Petra Sándor         | Ungheria      | 181.65      | 27          | Non qualificati | Non qualificati |
| 28      | Marcela Marić        | Croazia       | 174.50      | 28          | Non qualificati | Non qualificati |
| 29      | Patrícia Kun         | Ungheria      | 172.35      | 29          | Non qualificati | Non qualificati |
| 30      | Zora Opalka          | Slovacchia    | 170.50      | 30          | Non qualificati | Non qualificati |
| 31      | Cara Albiez          | Austria       | 169.70      | 31          | Non qualificati | Non qualificati |